# Shani Zakay
Shani Zakay (hebräisch שני זכאי; * 16. Januar 2006) ist eine israelische Leichtathletin, die sich auf den Sprint spezialisiert hat.

## Sportliche Laufbahn
Erste Erfahrungen bei internationalen Meisterschaften sammelte Shani Zakay im Jahr 2022, als sie bei den U18-Europameisterschaften in Jerusalem im Halbfinale im 400-Meter-Lauf disqualifiziert wurde und auch mit der israelischen Sprintstaffel (1000 Meter) im Vorlauf disqualifiziert wurde. Anschließend belegte sie beim Europäischen Olympischen Jugendfestival (EYOF) in Banská Bystrica in 56,15 s den siebten Platz über 400 Meter und schied über 200 Meter mit 26,04 s in der ersten Runde aus. Im Jahr darauf startete sie mit der Mixed-Staffel über 4-mal 400 Meter bei der 3. Liga der Team-Europameisterschaft im Rahmen der Europaspiele in Chorzów und gelangte dort mit 3:27,57 min auf Rang drei im A-Lauf. Anschließend belegte sie beim EYOF in Maribor in 55,72 s den achten Platz über 400 Meter, ehe sie bei den U20-Europameisterschaften in Jerusalem mit 56,69 s in der ersten Runde ausschied. 2024 kam sie bei den U20-Weltmeisterschaften in Lima mit 61,51 s nicht über den Vorlauf über 400 m Hürden hinaus und im Jahr darauf gewann sie bei den U20-Balkan-Hallenmeisterschaften in Sofia in 55,85 s die Bronzemedaille über 400 Meter. Kurz darauf wurde sie bei den Balkan-Hallenmeisterschaften in Belgrad in 57,37 s Erste im C-Lauf über 400 Meter. Ende Juni wurde sie bei der 2. Liga der Team-Europameisterschaft in Maribor in 54,73 s Vierte im B-Lauf über 400 Meter und gelangte mit der Mixed-Staffel mit 3:24,04 min auf Rang fünf im B-Lauf. Anschließend schied sie bei den U20-Europameisterschaften in Tampere mit 55,09 s im Halbfinale über 400 Meter aus.
In den Jahren 2024 und 2025 wurde Zakay israelische Meisterin im 400-Meter-Lauf.

## Persönliche Bestleistungen
- 400 Meter: 54,33 s, 24. April 2024 in Tel Aviv-Jaffa (israelischer U20-Rekord)
  - 400 Meter (Halle): 55,85 s, 8. Februar 2025 in Sofia
- 400 m Hürden: 59,59 s, 27. Juni 2024 in Tel Aviv (israelischer U20-Rekord)